# Saint-Martin-des-Champs (Cher)
Saint-Martin-des-Champs – miejscowość i gmina we Francji, w Regionie Centralnym, w departamencie Cher.
Według danych na rok 1990 gminę zamieszkiwało 335 osób, a gęstość zaludnienia wynosiła 18 osób/km² (wśród 1842 gmin Regionu Centralnego Saint-Martin-des-Champs plasuje się na 811. miejscu pod względem liczby ludności, natomiast pod względem powierzchni na miejscu 716.).